# ICOMP
iCOMP es un benchmark desarrollado por Intel para poder medir el rendimiento de sus procesadores, cuando cambios arquitectónicos impedían una comparación únicamente por la frecuencia de reloj. iCOMP es un acrónimo de Intel COmparative Microprocessor Performance. Sin embargo, este benchmark no ha tenido la repercusión que Intel esperaba.
El tipo de computadoras que intenta medir son las computadoras personales y servidores de red basados en microprocesadores Intel.

## Índice iCOMP
Hubo tres revisiones del índice iCOMP. La versión 1.0 indicaba el rendimiento con respecto al 486SX 25, la versión 2.0 indicaba el rendimiento con respecto al Pentium 120, y la versión 3.0 indicaba el rendimiento con respecto al Pentium II 350MHz.
| Nombre del CPU            | Velocidad (MHz) | iCOMP 3.0 | iCOMP 2.0 | iCOMP 1.0 |
| ------------------------- | --------------- | --------- | --------- | --------- |
| Pentium III               | 1000            | 3280      |           |           |
| Pentium III               | 933             | 3100      |           |           |
| Pentium III               | 866             | 2890      |           |           |
| Pentium III               | 800             | 2690      |           |           |
| Pentium III               | 750             | 2540      |           |           |
| Pentium III               | 700             | 2420      |           |           |
| Pentium III               | 650             | 2270      |           |           |
| Pentium III E             | 600             | 2110      |           |           |
| Pentium III               | 600             | 1930      |           |           |
| Pentium III               | 550             | 1780      |           |           |
| Pentium III               | 500             | 1650      |           |           |
| Pentium III               | 450             | 1500      |           |           |
| Pentium II                | 450             | 1240      | 483       |           |
| Pentium II                | 400             | 1130      | 440       |           |
| Celeron                   | 400             | 1011      | 394       |           |
| Pentium II OverDrive      | 333             | 1001      | 387       |           |
| Pentium II                | 350             | 1000      | 386       |           |
| Pentium II                | 333             | 940       | 366       |           |
| Pentium II OverDrive      | 300             |           | 351       |           |
| Celeron                   | 366             | 890       | 344       |           |
| Pentium II                | 300             |           | 332       |           |
| Celeron                   | 333             |           | 318       |           |
| Pentium II                | 266             |           | 303       |           |
| Celeron A                 | 300             |           | 296       |           |
| Pentium II                | 233             |           | 267       |           |
| Celeron                   | 300             |           | 226       |           |
| Pentium Pro 256K          | 200             |           | 220       |           |
| Celeron                   | 266             |           | 213       |           |
| Pentium MMX               | 233             |           | 203       |           |
| Pentium Pro 256K          | 180             |           | 197       |           |
| Pentium Pro 512K          | 166             |           | 186       |           |
| Pentium MMX               | 200             |           | 182       |           |
| Pentium OverDrive MMX 200 | 200             |           | 181       |           |
| Pentium Pro 256K          | 150             |           | 168       |           |
| Pentium OverDrive MMX 180 | 180             |           | 163       |           |
| Pentium MMX               | 166             |           | 160       |           |
| Pentium OverDrive MMX 166 | 166             |           | 157       |           |
| Pentium MMX               | 150             |           | 144       |           |
| Pentium OverDrive MMX 150 | 150             |           | 144       |           |
| Pentium                   | 200             |           | 142       |           |
| Pentium                   | 166             |           | 127       | 1308      |
| Pentium OverDrive         | 166             |           | 127       | 1308      |
| Pentium OverDrive MMX 150 | 125             |           | 120       |           |
| Pentium                   | 150             |           | 114       | 1176      |
| Pentium OverDrive         | 150             |           | 114       | 1176      |
| Pentium                   | 133             |           | 111       | 1110      |
| Pentium OverDrive         | 125             |           |           | 1070      |
| Pentium                   | 120             |           | 100       | 1000      |
| Pentium OverDrive         | 133             |           | 84        | 970       |
| Pentium OverDrive         | 120             |           | 75        | 877       |
| Pentium                   | 100             |           | 90        | 815       |
| Pentium                   | 90              |           | 81        | 735       |
| Pentium                   | 75              |           | 67        | 610       |
| Pentium OverDrive         | 83              |           |           | 581       |
| Pentium                   | 66              |           |           | 567       |
| Pentium                   | 60              |           |           | 510       |
| Pentium OverDrive         | 63              |           |           | 443       |
| Intel486 DX4              | 100             |           |           | 435       |
| Intel486 DX4              | 75              |           |           | 319       |
| Intel486 DX2              | 66              |           |           | 297       |
| Intel486 DX               | 50              |           |           | 249       |
| Intel486 DX2              | 50              |           |           | 231       |
| Intel486 SX2              | 50              |           |           | 180       |
| Intel486 DX               | 33              |           |           | 166       |
| Intel486 SX               | 33              |           |           | 136       |
| Intel486 DX               | 25              |           |           | 122       |
| Intel486 SX               | 25              |           |           | 100       |
| Intel486 SX               | 20              |           |           | 78        |
| Intel386 DX               | 33              |           |           | 68        |
| Intel486 SX               | 16              |           |           | 63        |
| Intel386 DX               | 25              |           |           | 49        |
| Intel386 SL               | 25              |           |           | 41        |
| Intel386 SX               | 25              |           |           | 39        |
| Intel386 SX               | 20              |           |           | 32        |
| Intel386 SX               | 16              |           |           | 22        |

## Resultados
Su resultado expresa el rendimiento relativo de los procesadores Intel respecto a algún procesador Intel que se considera base (el mismo fue cambiando con las distintas versiones del iCOMP). Para esto calcula la media geométrica ponderada de los distintos benchmarks que lo componen.
En la versión 1.0 el procesador Intel 486SX 25MHz tenía el puntaje de 100, y los benchmaks que lo componen son:
- ZD(Ziff-Davis) Bench - 68%
- 16-bit Whetstone - 2%
- SPECint92 - 25%
- SPECfp92 - 5%

En la versión 2.0 el procesador de referencia pasó a ser el Pentium de 120 MHz, y los benchmarks que lo componen están preparados para medir la performance de procesadores de 32 bits. Estos son:
- CPUmark32
- Norton Utilities SI32
- CINT95 y CFP95 de SPEC
- Intel Media Benchmark.

Estas medidas fueron escogidas entre una serie de benchmarks públicamente disponibles. Entre las razones esgrimidas para su elección tenemos que cada uno mide una característica especial de la arquitectura Intel; además utilizan una mezcla de aplicaciones que se encuentran hoy en día en la mayoría de los sistemas. Al otorgarle distintos pesos a cada uno Intel también establece cuáles son de esas características las más importantes para las aplicaciones del momento.
Posteriormente salió al público la versión 3.0, que tomó como base al Pentium II de 350 MHz y nuevamente cambió la mezcla que conforma el benchmark general.
Obviamente, al ser un benchmark definido por el mismo Intel responde a sus propios intereses, particularmente se nota que la relación entre puntajes del iCOMP siempre supera al del reloj. Además, a medida que fue cambiando su arquitectura fue cambiando este benchmark para que dé mejores resultados según las nuevas características que iba incorporando.